# Резолюция 68/262 на Общото събрание на ООН
Резолюция 68/262 на Общото събрание на ООН относно анексирането на Крим от Русия, озаглавена „Териториална цялост на Украйна“ (Territorial integrity of Ukraine), е приета на 64-тата сесия на Общото събрание на ООН на 27 март 2014 г.
Предложена е от Германия, Канада, Коста Рика, Литва и Украйна. Приемането на резолюцията е предшествано от неуспешните опити на Съвета за сигурност на ООН, който свиква 7 сесии за обсъждане на Кримската криза, всичките блокирани посредством руско вето.
Резолюцията с незадължителен характер, подкрепена от 100 държави членки на ООН, утвърждава задължението на Общото събрание към териториалния интегритет на Украйна в международно признатите ѝ граници и подчертава невалидността на Кримския референдум от 2014 г. Армения, Беларус, Боливия, Венецуела, Зимбабве, Куба, Никарагуа, Русия, Северна Корея, Сирия и Судан гласуват против резолюцията. 58 държави се въздържат, а 24 не присъстват на гласуването.

## Гласуване
Резултати от гласуването:
| Гласуване     | Брой | Държави по име | Дял (в %) от световното население | Дял (в %) от гласувалите | Дял (в %) от членовете на ООН |
| ------------- | ---- | --- | --------------------------------- | ------------------------ | ----------------------------- |
| За            | 100  | Австралия, Австрия, Азербайджан, Албания, Андора, Барбадос, Бахами, Бахрейн, Белгия, Бенин, Бутан, България, Великобритания, Гватемала, Гвинея, Германия, Грузия, Гърция, Дания, Доминиканска република, Естония, Индонезия, Йордания, Ирландия, Исландия, Испания, Италия, Кабо Верде, Камерун, Канада, Катар, Кипър, Кирибати, Колумбия, ДР Конго, Коста Рика, Кувейт, Латвия, Либерия, Либия, Литва, Лихтенщайн, Люксембург, Мавриций, Мадагаскар, Малави, Малайзия, Малдиви, Малта, Маршалови острови, Мексико, Микронезия, Молдова, Монако, Нигер, Нигерия, Нидерландия, Нова Зеландия, Норвегия, Палау, Панама, Папуа Нова Гвинея, Перу, Полша, Португалия, Румъния, Самоа, Сан Марино, Саудитска Арабия, САЩ, Северна Македония, Сейшелски острови, Сиера Леоне, Сингапур, Словакия, Словения, Соломонови острови, Сомалия, Тайланд, Того, Тринидад и Тобаго, Тунис, Турция, Украйна, Унгария, Филипини, Финландия, Франция, Хаити, Хондурас, Хърватия, Централноафриканска република, Чад, Черна гора, Чехия, Чили, Швейцария, Швеция, Южна Корея, Япония | 33,80 %                           | 59,17 %                  | 51,81 %                       |
| Против        | 11   | Армения, Беларус, Боливия, Венецуела, Зимбабве, Куба, Никарагуа, Северна Корея, Русия, Сирия, Судан | 4,49 %                            | 6,51 %                   | 5,70 %                        |
| Въздържали се | 58   | Алжир, Ангола, Антигуа и Барбуда, Аржентина, Афганистан, Бангладеш, Ботсвана, Бразилия, Бруней, Буркина Фасо, Бурунди, Виетнам, Габон, Гамбия, Гвиана, Джибути, Доминика, Египет, Еквадор, Еритрея, Етиопия, Замбия, Индия, Ирак, Казахстан, Камбоджа, Кения, Китай, Коморски острови, Лесото, Мавритания, Мали, Мианмар, Мозамбик, Монголия, Намибия, Науру, Непал, Пакистан, Парагвай, Руанда, Салвадор, Сао Томе и Принсипи, Свазиленд, Сейнт Винсент и Гренадини, Сейнт Китс и Невис, Сейнт Лусия, Сенегал, Суринам, Танзания, Уганда, Узбекистан, Уругвай, Фиджи, Шри Ланка, Южен Судан, Южна Африка, Ямайка | 58,15 %                           | 34,32 %                  | 30,05 %                       |
| Oтсъствали    | 24   | Белиз, Босна и Херцеговина, Вануату, Гана, Гвинея-Бисау, Гренада, Екваториална Гвинея, Израел, Източен Тимор, Иран, Йемен, Киргизстан, Р. Конго, Кот д'Ивоар, Лаос, Ливан, Мароко, ОАЕ, Оман, Сърбия, Таджикистан, Тонга, Тувалу, Туркменистан | 3,56 %                            | –                        | 12,44 %                       |
| Общо          | 193  | – | ≈100 %                            | 100 %                    | 100 %                         |